# クリフテル
クリフテル (ドイツ語: Kriftel, ドイツ語発音: [ˈkrɪft̩l]) は、ドイツ連邦共和国ヘッセン州マイン＝タウヌス郡の町村（以下、本項では便宜上「町」と記述する）である。
クリフテルは「フォアタウヌス地方の果樹園」と呼ばれる。この町周辺の土地では、穀物の他に、イチゴやリンゴといった果物が栽培されている。この地の気候は果樹栽培に好適なのである。

## 地理

### 位置
クリフテルは、大都市フランクフルト・アム・マインと州都ヴィースバーデンとの間、マイン＝タウヌス郡の東郡境沿いに位置している。クリフテル町内をシュヴァルツバッハ川が流れている。この川は昔はゴルトバッハと呼ばれていた。汚染がひどくなったことで、この名称はふさわしいものでなくなったが、状況は再び改善しつつある。

### 隣接する市町村
クリフテルは、北東は郡独立市フランクフルト・アム・マインのツァイルスハイム市区、南はハッタースハイム・アム・マイン、西はホーフハイム・アム・タウヌスと境を接している。

### 自治体の構成
クリフテルは、単一の地区から成る。

## 歴史

### 古代
紀元後72年から73年頃、ローマ人はその定住地を護るため、クリフテルを見下ろす高台（現在はホーフハイム市内で、マイン＝タウヌス郡の郡庁がある）に石造の城塞を築いた。このホーフハイム城は、ホーフハイムのカレンベルクに設けられた見張り塔をも視認できる位置にあった。現在の町境にあった宿営のための村は、1841年に発見されて以降、何度も考古学的発掘の対象となっている。

### 中世
754年、フルダへ向かう聖ボニファティウスの葬列は、おそらくこの町の付近でシュヴァルツバッハ川を渡った。この宣教師を讃えて、数多くのボニファティウス礼拝堂が建立された（初出は1277年）。
クリフテルは、790年にフルダ修道院に寄贈された際に初めて文献に記録された。当時は、Cruoftera（「峡谷の小川」を意味する）と呼ばれていた。現存する古文書でクリフテルは、しばしば Cruftera または Cruftero と記述されている（中高ドイツ語で "Cruft" は「刻み込まれた」「食い込んだ」の意）この村の表記は、13世紀までに Cruftela あるいは Cruftila、後には Crüfftel と変遷した。現在のクリフテル町内には、同じくらい古くからヘディングハイムという集落があった。ヘディングハイムは 16世紀に廃村となった。
クリフテルは、近隣のホーフハイム・アム・タウヌスと同様に、13世紀にフランケンシュタイン家の支配下に置かれた。この村は、14世紀にマインツ選帝侯領となった。クリフテルの町の紋章に描かれた「マインツの輪」が、かつてマインツ選帝侯領であったことを現在でも示している。その後、クリフテルをも含むアムト・ホーフハイムは、エップシュタイン伯に借金の担保に出された。エップシュタイン家の断絶後はシュトルベルク伯がこれを相続し、1540年にクリフテルにも宗教改革をもたらした。1559年、マインツ選帝侯の借金が返済され、クリフテルはカトリック信仰に戻された。

### 近代
1618年から1648年の三十年戦争はクリフテルにひどい影響を遺した。1609年頃に存在していた 13の農場、44家族、水車1基がこの戦争の犠牲となった。最初のボニファティウス礼拝堂も戦争で破壊された。この礼拝堂は、1755年に新たに再建された。特にひどい傷痕を残したのは1635年に襲来したスウェーデン軍で、73歳のクリフテルの司祭ヨハン・ヴァグナーも絞首刑にされた。
クリフテルは、比較的素速く戦争から立ち直ったが、1671年3月6日に再び不幸に襲われた。この日の朝 10字に村長のヨハン・オーアウスの納屋から出火し、強い風に煽られて勢いを増し、残ったのは34軒の木組み建築のうち4軒と教会の一部だけであった。
1792年にフランス革命軍がこの地域に侵攻し、マインツとフランクフルトとの間の地域を占領した。
19世紀初めのクリフテルの人口は 628人であった。1803年に聖界諸侯が廃止された。マインツ大司教領もその大部分が失われた。クリフテルは他のライン川右岸地域とともにナッサウ公領となった。普墺戦争後、ナッサウ公領はプロイセン王国に併合された。クリフテルは、プロイセン領となることで利を得た。マイン＝ライン鉄道がクリフテル近傍を通ることになったのである。1877年10月15日、この村の駅に通常列車が初めて停車した。この鉄道への接続やマイン川河畔の化学産業の興隆、特にヘーヒスト染料工場（旧マイスター・ルーツィウス＆ブリューニング）は、20世紀初頭のこの町に人口増加をもたらした。

### 近現代
終戦後の1945年から1973年のオイルショックまで、クリフテルの人口は、年平均 4.5 % の増加率を示し、2,221人から 8,335 人に増加した。初めは、特に当時のヘーヒストAGの関連会社による様々な建設プロジェクトが進行する建築工事の現場として人が住み着いた。1955年にクリフテル汚水処理場が完成し、1960年にベルリーナ広場に面してこの町で最初の高層ビルが造られた。1967年に郡立体育館が、1968年にスポーツグランドがクリフテルに完成した。この町の一大プロジェクトが 1972年に完成したスイミングプールを含むフライツァイトパルク（レジャー公園）の建設であった。この施設はクリフテル全体の面積の約 2 - 3 % を占める。シュヴァルツバッハハレは1973年にオープンした。
1970年代中頃にクリフテルは、これを合併しようとするホーフハイムと、自治体の独立をめぐって戦わなければならなかった。共通の利益のための戦いはクリフテル住民の連帯感を強めた。住民投票では、独立した自治体として存続することを支持する票が圧倒的多数を占めた。ホーフハイムへの合併に抵抗する対するクリフテルの抵抗のシンボルは、ハリネズミであった。その後も長年にわたってホーフハイムから合併の探りが入れられた。
1989年にクリフテルの人口は初めて 1万人を超えた。その直後の 1990年にこの町は、1200年祭を祝った。
すでに 40年以上前からホーフハイムを迂回するバイパス道路（連邦道 B519号線）が計画されている。このバイパス道路計画は、主要な部分がクリフテル町内を通る計画となっている。この計画に対しては、路線沿いの住宅密集地の騒音増大だけでなく、クリフテルとホーフハイムとの町境に面した住宅地を分断することになり生活環境に大きな影響を及ぼす懸念があり、批判の的となっている。ダルムシュタット行政管区本部は計画確定手順が公開されたが、クリフテルおよびホーフハイムの双方合わせて 6,000人を超える住民がバイパス道路建設に反対する意見書を提出した。2011年現在、この道路計画は検討中のままである。

## 行政

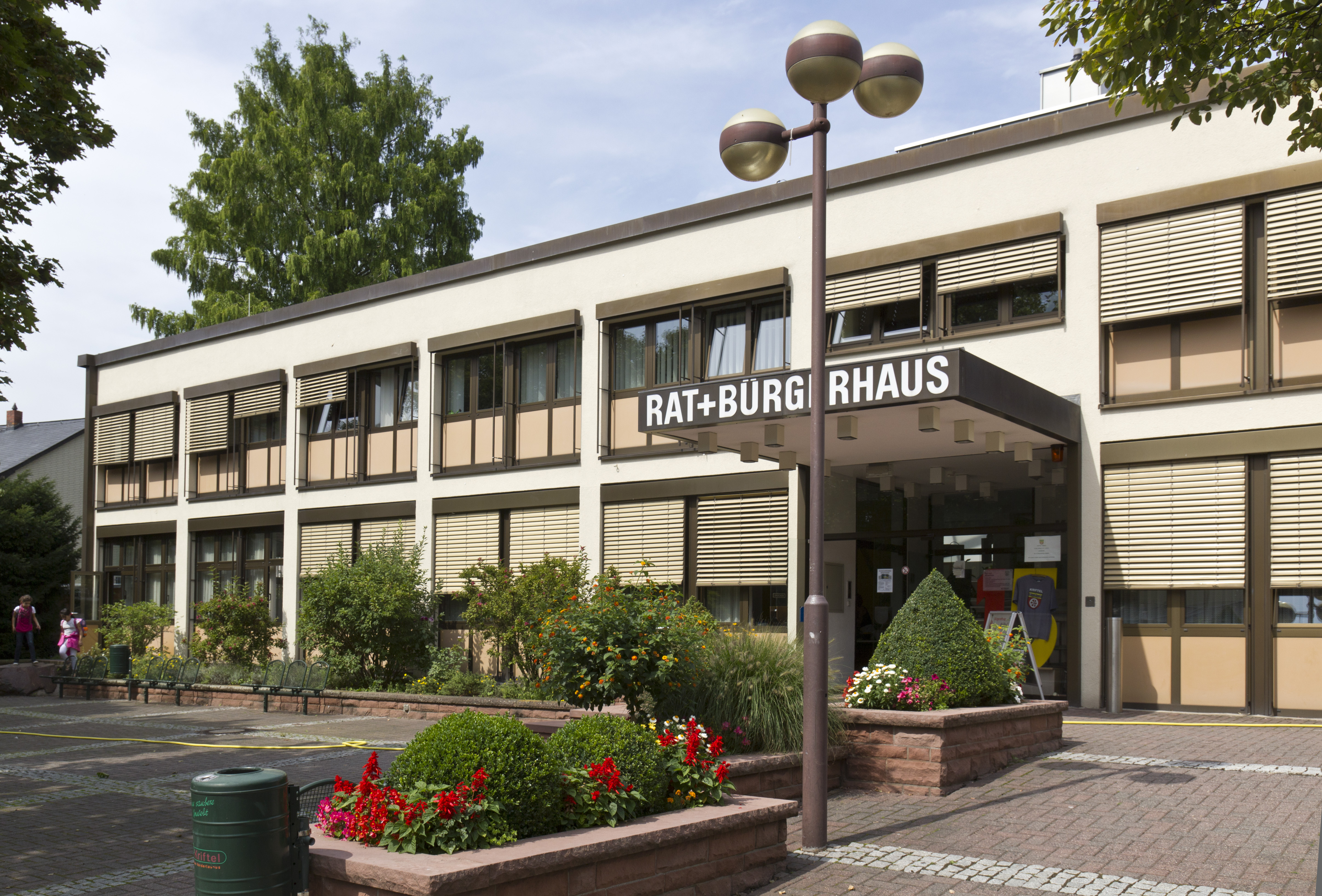
クリフテルの町役場兼公民館

### 議会
クリフテルの町議会は、31議席からなる。

### 首長
1945年から1946年までヴィリー・ヴォルファーマンが町長を務めた。ゲオルク・リヒベルク（在職: 1949年 - 1967年）および次代のヨーゼフ・ヴィットヴァーの在任中にフライツァイトパルクが実現した。
ヴィットヴァーの後任ベールスの次代に、町役場を含む小官庁街、スーパーマーケット、パン工房、薬局、小さな商店街といった町の中心部の改造が行われた。この町最大の政治スキャンダルが、1991年の収賄容疑によるベルス町長の逮捕である。CDU の有利となるような政治献金とシュヴァルツバッハ連盟宛の架空請求書とを「交換」したとされた。ベルスは「大規模建築の建設許可に対する障害」を撤廃したとして訴えられた。また、豪華な旅行に招待され、ある建設会社が彼に格安で家を貸していた。町長は無実を訴え、多くの住民が太鼓を打ち鳴らし、松明を掲げて町長支援のデモを行った。最終的にベルスは有罪にならなかった。
ベルスの町長職を引き継いだパウル・デュンテ（在職: 1994年 - 2006年）は、新しい住宅地区「アム・エルトベールアッカー」と「ツィーゲライパルク」の基本計画を立案した。
パウル・デュンテの後をクリスティアン・ザイツ (CDU) が継いだ。彼は元々、ホーフハイムのヴァラウ市区で生まれ育った。ザイツは 2006年3月26日の最初の投票で、カール・ハインツ・グレプと戦い、60.4 % の票を獲得した。この選挙にデュンテは出馬しなかった。2012年3月4日の選挙では、レギーナ・ヴィッシャー（同盟90/緑の党）に対して、75.1 % の票を獲得して再選され、さらに6年の任期を得た。

### 姉妹自治体
- エーレーヌ（フランス、ソンム県）

この町とクリフテルは、定期的に相互訪問を行っている。姉妹自治体を記念してボランティアによって運営されている無料の図書館があるバーンホーフプラッツ（駅前広場）は「プラッツ・フォン・エーレーヌ」（エーレーヌの広場）と改名された。

## 文化と見所

### レジャー公園と屋外プール
この町には、フライツァイトパルク（レジャー公園）と呼ばれる公園がある。ここには広い緑地の他に、ミニゴルフ場、2面のサッカー場、インラインスケートやスケートボードのためのファンボックスを有する広いアスファルト広場、ジャングルジムや2面のスロープ滑りがあるシュピールプラッツ（遊戯広場）がある。この他、レジャー公園内には池があり、夏にはカモが泳いでいる。また、この公園では毎年教会祭が開催される。この公園の最初の部分は1972年に開園し、1978年に拡張された。2004年にはそれまで農地だった土地が公園に組み込まれ新たに造成された。レジャー公園の総面積は、約 105,000 m2 である
パルクバートと呼ばれるクリフテルの屋外プールは、この地域ではよく知られている。このプールはレジャー公園内にある。スイミングプールの他に 3面のビーチバレーのコートがある。このプール施設は、2008年秋から2010年春にかけて、大規模な改修が行われた。クリフテルを起点にして、ハッタースハイム＝オクリフテルの旧製紙工場を終点とする 10億分の 1 スケールの「惑星の道」が 1998年に造られた。

### 祭
この町最大の祭は、毎年開始される「リンデンブリューテンフェスト」（シナノキの花祭）と「クリフテラー・ケルプ」（クリフテルの教会祭）である。
クリフテルのクリスマスマーケットは、年々、その規模と重要性を増している。

### 教会

#### 聖フィトゥス教会

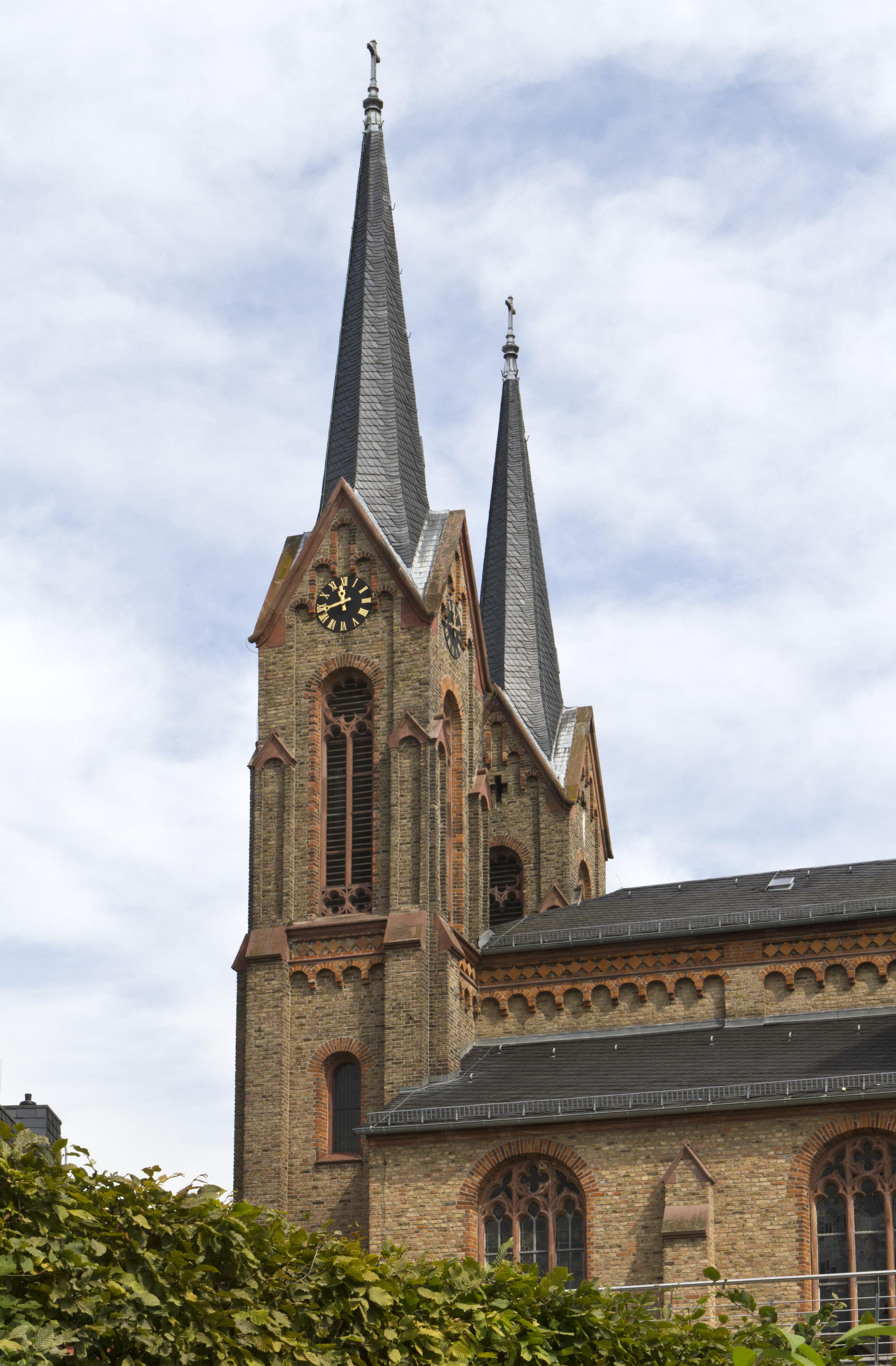
聖フィトゥス教会

聖フィトゥス教会は、この町で最も古くから教会があった場所に建っている。定礎は、1008年である。1671年の大火でこのカトリック教会は一部に損傷を負った。しかし修復後は長年にわたって改築されていない。人口が増加し、建築が老朽化したため大規模な新築工事が行われた。古い教会を解体した跡地に、3年間の工事の後、1868年に聖フィトゥス教会が完成した。聖フィトゥス教会は、マイン＝タウヌス郡内で唯一の 2本の教会塔を有する教会として知られている。1990年代に内部の改修が行われた。これにより古いフレスコが再び公開された。

#### 復活教会
1559年にマインツ選帝侯によって再びカトリック信仰に戻された後、クリフテルは何世紀にもわたって完全にカトリックの町であった。第二次世界大戦後、故郷を逐われた人々や爆撃の被災者が流入したことで、クリフテルにプロテスタント信者が急速に増加した。1951年にプロテスタント教会の建設が議決され、1952年から53年に建設された。当時「グスタフ＝アドルフ教会」と呼ばれていたこの教会は、1953年に完成した。その後1970年に「復活教会」と改名された。

#### ボニファティウス礼拝堂
布教の記念として建設された最初の礼拝堂は、三十年戦争の間に破壊された。この礼拝堂は1755年に再建された。数世紀後、道路建設工事に伴いこの礼拝堂は取り壊された。州道 L3011号線近くのリムブルガー・ヴェーク沿いのこの場所には小さな記念碑が建てられた。現在の、3代目の礼拝堂は、丘の上に建てられた。この礼拝堂は 1958年に完成し、2004年に徹底的な改修工事がなされた。この礼拝堂は現在、巡礼路「ボニファティウスルート」のステーションの一つとなっている。

#### 自由福音主義教会マイン＝タウヌス（クリフテル）
1959年からクリフテルには、キリスト教系自由教会の一つである自由福音派教会マイン＝タウヌス (FeG) がある。この教会は、ヴィッテン（ルール地方）に本部を置く自由福音派教会連盟に属している。この教会は固有の教会堂を持っておらず、日曜日の礼拝には、ヴァインガルテンシューレのフライツァイトハウスを、ハウスクライゼンには私邸を利用している。

#### クリフテル体験教会
クリフテルの3つの教会組織は、「クリフテル・エアレプト・キルヒェ」（クリフテル体験教会）のモットーの下、エキュメニズムを基本とした活発な共同活動を行っている。

### クラブ・協会
この町には数多くの余暇活動やクラブ（サークル、協会）がある。最も重要なクラブが SV 07 クリフテルやトゥルン・ウント・シュポルトゲマインデ・フォン 1884 e.V. クリフテルである。
クリフテルの住民は祭好きとして知られている。クリフテル・カウネヴァルス・クルプ (KKK) は毎年大規模なカーニバルのパレードを行っている。町は青少年の集会イベントにヴァインガルテンシューレのフライツァイトハウスを貸し出している。この他に、たとえば夏休み中の休暇イベントや公園でのゲームイベントなど子供や青年向けの様々なイベントが、多くはボランティアによって企画・運営されている。

## 経済と社会資本

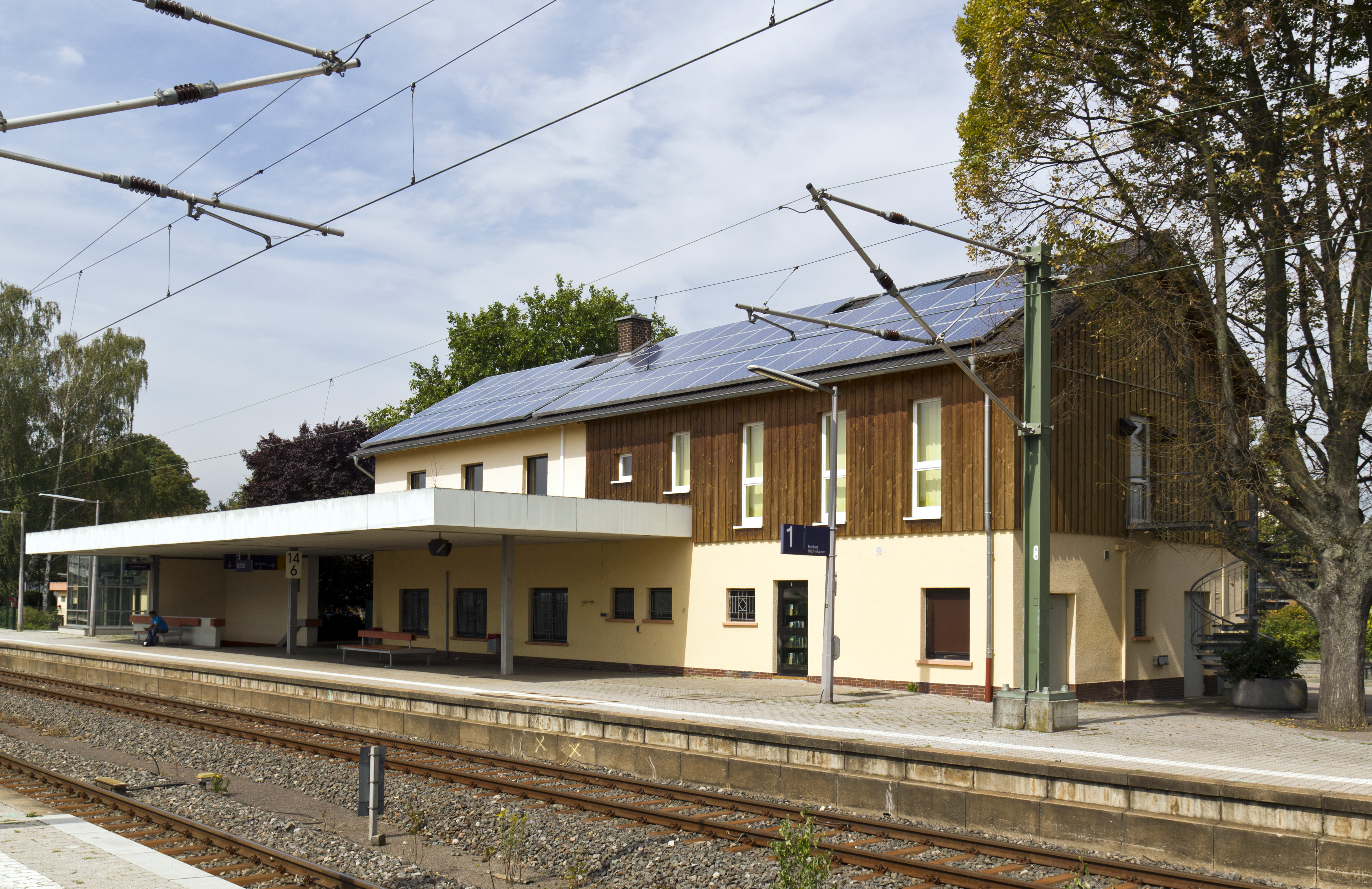
クリフテル駅

### 交通
クリフテルは、アウトバーン A66号線沿いに位置しており、フランクフルト＝ツァイルスハイム・インターチェンジとホーフハイム・インターチェンジが利用できる。また、A66号線と連邦道 B40号線とを結ぶクリフテル・ジャンクションが町内にある。人口 1,000人あたりの自動車保有台数は609台である。これはドイツ全体の平均より高いが、マイン＝タウヌス郡の平均よりは低い値である。
クリフテルには、1877年にマイン＝ライン鉄道（フランクフルト・アム・マイン - リムブルク・アン・デア・ラーン）の駅が設けられた。この路線は現在、ライン＝マイン Sバーンの S2号線が運行している。また、マイン＝タウヌス交通のローカルバスが走っている。

### 工業
クリフテルでは工業が根付いており、職場の 51 % が製造業である。これはマイン＝タウヌス郡で最も高い値である。クリフテルは世界的に活動しているカストリン・オイテクティック・グループの本社所在地である。特殊な自転車を生産する HP ヴェロテクニーク（リカンベントのヨーロッパにおけるトップメーカー）もクリフテル産業地区のインフラを利用している。

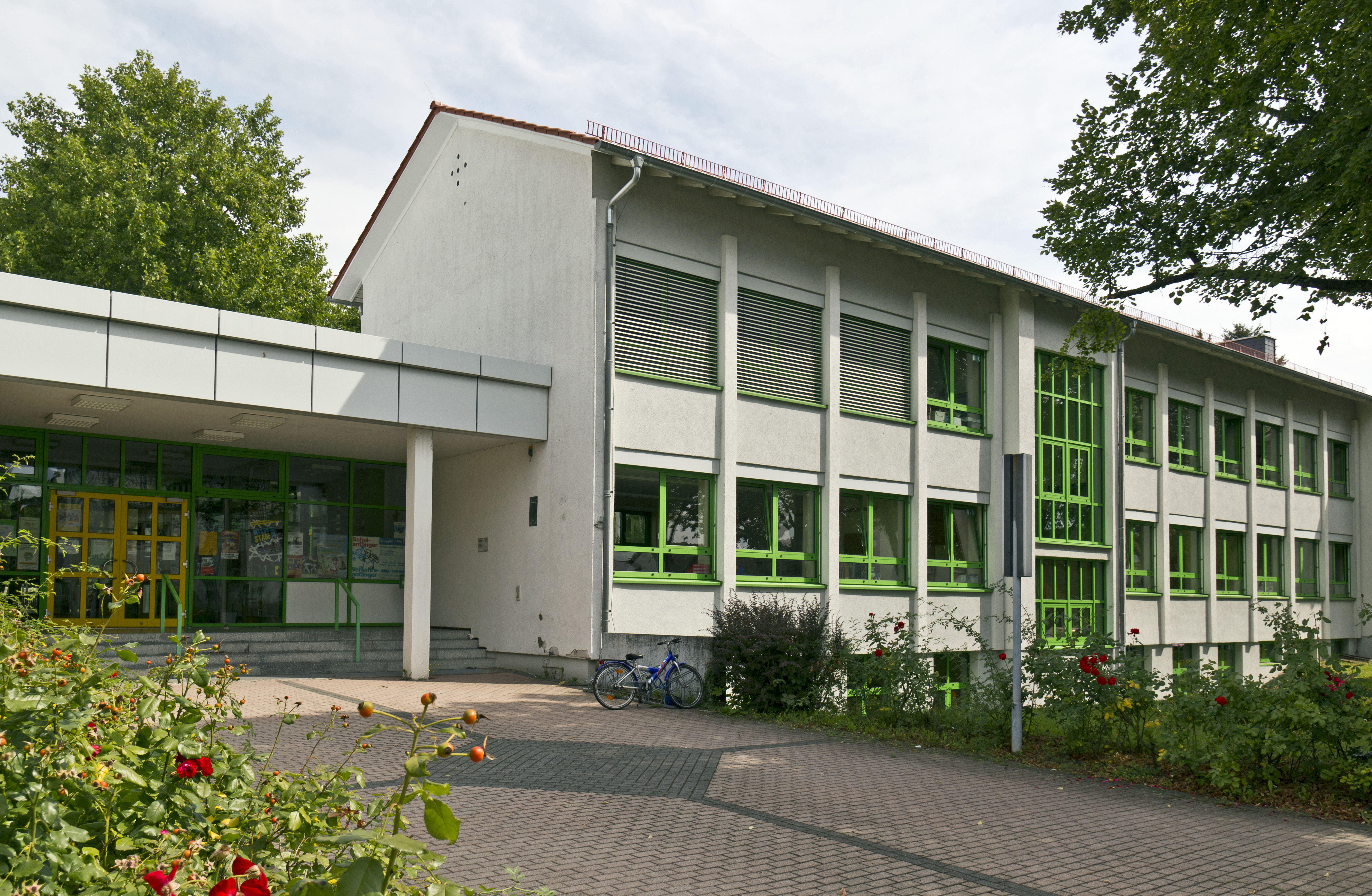
リンデンシューレ

### 学校
クリフテルには学校が 3校ある。リンデンシューレ（基礎課程学校）はサッカー場を含む広い校庭を有している。ヴァインガルテンシューレ（総合学校）はリンデンシューレのすぐ隣にある。もう1校は、職業学校のコンラート＝アデナウアー＝シューレである。

## 人物

### ゆかりの人物
- クリスティアン・ライツ（1987年 - ）射撃競技選手

## 引用
1. ↑  Hessisches Statistisches Landesamt: Bevölkerung in Hessen am 31.12.2023 (Landkreise, kreisfreie Städte und Gemeinden, Einwohnerzahlen auf Grundlage des Zensus 2011)]
2. ↑  Max Mangold, ed (2005). Duden, Aussprachewörterbuch (6 ed.). Dudenverl. p. 487. ISBN 978-3-411-04066-7
3. ↑  2011年3月27日の町議会議員選挙結果、ヘッセン州統計局（2013年7月3日 閲覧）
4. 1 2  Unter öffentlichen Hand, Die Zeit 1996年8月30日付け（2013年7月3日 閲覧）
5. ↑  Eid in Handschellen, Die Spiegel 1993年1月18日付け（2013年7月4日 閲覧）
6. ↑  2006年3月26日のクリフテル町長選挙結果、ヘッセン州統計局（2013年7月4日 閲覧）
7. ↑  2012年3月4日のクリフテル町長選挙結果、ヘッセン州統計局（2013年7月4日 閲覧）
8. ↑  Freizeitpark, Gemeinde Krifterl（2013年7月4日 閲覧）